# DFS Kranich
Der DFS Kranich ist ein Segelflugzeug. Es wurde an der Deutschen Forschungsanstalt für Segelflug (DFS) von Hans Jacobs entwickelt.

## Geschichte
Die Serienfertigung des Kranich fand in der Flugzeugbauabteilung der Karl Schweyer AG in Mannheim statt. Der Zweisitzer war in der Version 2 zwischen 1935 und 1939 das meistgebaute Segelflugzeug in Deutschland. Es wurden mehrere hundert Exemplare gefertigt, genaue Stückzahlen sind jedoch nicht bekannt.

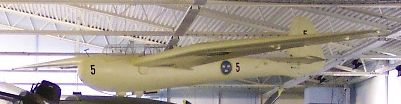
Ein Kranich der schwedischen Luftwaffe

Erich Klöckner erreichte mit einem Kranich, welcher von einer Heinkel He 46 in 5.700 Meter Höhe geschleppt und abgekoppelt wurde, als erster Mensch mit einem Segelflugzeug am 11. Oktober 1940 bei 11.460 m Höhe die Stratosphäre. Nachdem der Höhenrekord kriegsbedingt von den alliierten Besatzungsmächten nicht akzeptiert worden war, erhielt Klöckner Ende der 1990er Jahre die offizielle Anerkennung durch die Fédération Aéronautique Internationale (FAI). Erst zehn Jahre nach Klöckners Rekordflug wurde diese Höhe durch den US-Amerikaner Bill Ivans während eines ähnlichen wissenschaftlichen Programms in der Sierra Nevada überboten.
1942 wurden 30 Kranich vom schwedischen Hersteller AB Flygplan in Norrköping an die schwedischen Luftstreitkräfte zu Trainingszwecken geliefert. Diese Maschinen erhielten die militärische Bezeichnung Se 103. Auch bei Beneš-Mráz in Chotzen im Protektorat Böhmen und Mähren wurden während der Besatzungszeit DFS Kranich hergestellt.
Zwischen 1950 und 1952 wurden in Polen von SZD 50 Exemplare einer leicht modifizierten Version des Kranich II als IS-C Żuraw II gefertigt.
Die Focke-Wulf-Flugzeugwerke in Bremen entwickelten und fertigten den Kranich III, der eine komplette Neuentwicklung von Focke-Wulf war und keine Gemeinsamkeiten mit den Vorgängern erkennen ließ. Der Erstflug erfolgte am 1. Mai 1952. Die Pilotin war dabei Hanna Reitsch. Von dieser Maschine wurden 37 Exemplare hergestellt. Der Segelflug-Index beträgt 80. Der Kranich III der Produktionsschule JuBi-Ratzeburg (D-2011) wurde am 3. November 2016 als technisches bewegliches Denkmal anerkannt.

## Erhaltene Flugzeuge

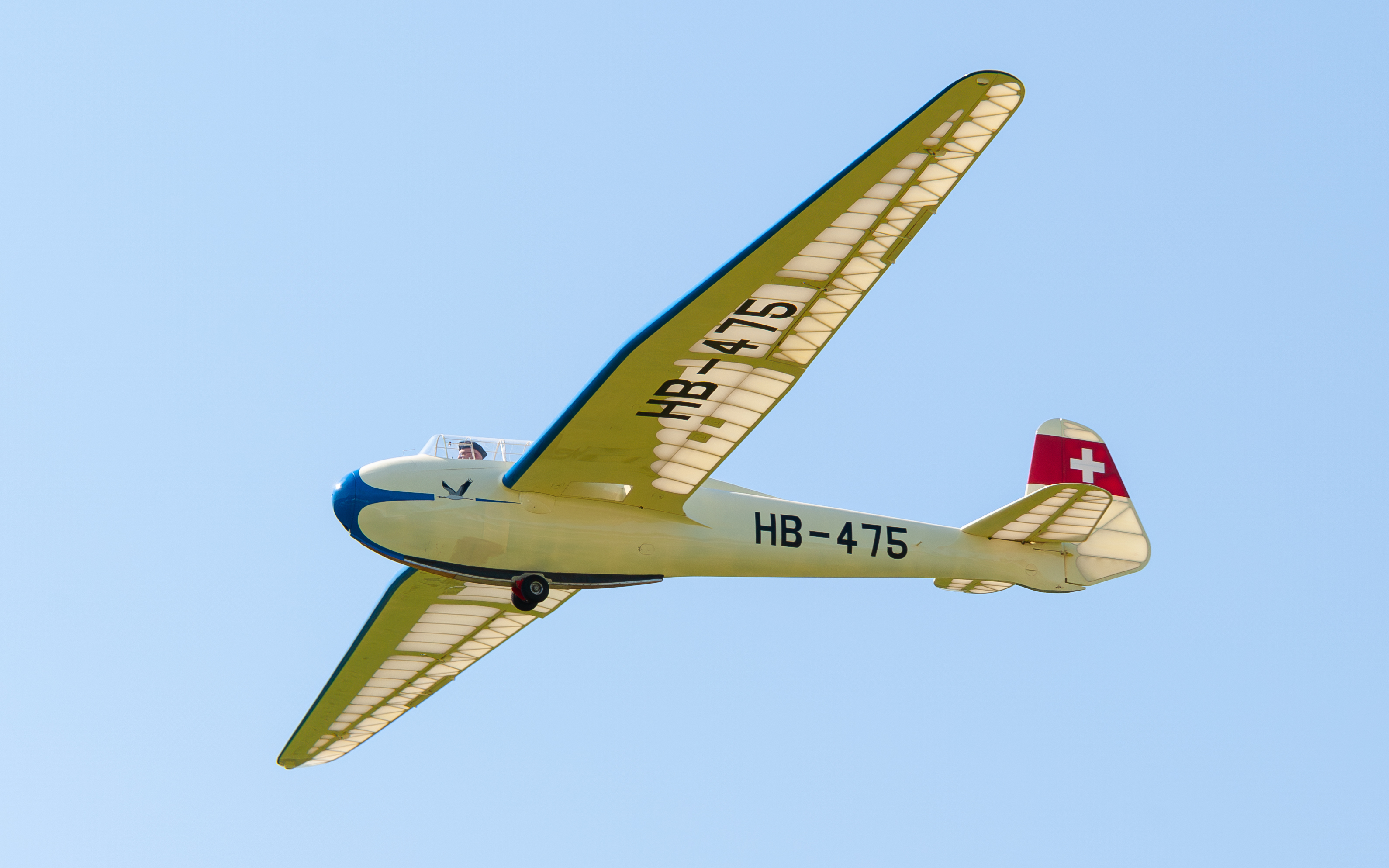
Kranich der Haltergemeinschaft Fliegendes Museum Hahnweide

- DFS Kranich II in der Flugwerft Schleißheim, 1942[3]
- DFS Kranich II, D-8-11 / D-6260 im Deutschen Segelflugmuseum mit Modellflug, Baujahr 13. April 1943, Baunummer 1135[4]
- AISA Kranich II D-4819 in Paderborn am Flugplatz Paderborn-Haxterberg
- DFS Kranich II im DaSK – Dansk Svæveflyvehistorisk Klub, Baujahr 1943, Baunummer 1000, Zulassungsnummer D-0031 fliegt seit 2012 wieder
- DFS Kranich II Haltergemeinschaft Fliegendes Museum Hahnweide, Baujahr 1942, Baunummer 748, Zulassungsnummer D-11-3223
- DFS Kranich II im Osnabrücker Verein für Luftfahrt e.V, Totalrestauration, Baujahr 12. November 2000, Zulassungsnummer D-6048
- DFS Kranich II im Verein zur Förderung des historischen Segelflugs e. V. Baujahr 1948, Zulassungsnummer D-8504
- DFS Kranich II Besitzer Neelco Osinga, Holland, Baujahr 1948, Zulassungsnummer PH-103
- DFS Kranich II Fliegendes Museum Hahnweide, Kirchheim/Teck, Baujahr 1938, Zulassungsnummer D-4788 ex HB-475[5]

## Technische Daten Kranich II
| Kenngröße             | Daten               |
| --------------------- | ------------------- |
| Gesamtlänge           | 7,7 m               |
| Spannweite            | 18 m                |
| max. Startmasse       | 465 kg              |
| Höchstgeschwindigkeit | 175 km/h            |
| Gleitzahl             | 23 bei 70 km/h      |
| Geringstes Sinken     | 0,7 m/s bei 60 km/h |